# Albert Serra Figueras
Albert Serra Figueras (Banyoles, 6 d'octubre de 1978) és un futbolista professional retirat. Al llarg de la seva carrera va desenvolupar el rol de defensa central, tot i que també podia ocupar la posició de pivot defensiu.
Albert Serra va començar a la Unió Esportiva Figueres a la Segona Divisió B l'any 2001. Durant les tres temporades que va estar al conjunt empordanès Serra va esdevenir titular d'un equip que va tenir unes bones campanyes a les ordres de Pere Gratacós on van aconseguir eliminar el FC Barcelona als 1/32 de la Copa del Rei, la temporada 2001-2002, any en el qual la UE Figueres va arribar fins a les semifinals del torneig fins que va caure davant el Deportivo de la Coruña. Dos anys després, el 2004, l'equip figuerenc es va tornar a veure les cares amb el Barça. Aquesta vegada, però, en un partit amistós emmarcat dins els actes de commemoració del centenari del naixement del pintor empordanès Salvador Dalí. Serra va esdevenir el protagonista local marcant el primer gol de la nit a la sortida d'un córner. Oleguer Presas va empatar, al minut 60, un partit en el qual també va ser titular l'actual davanter del Girona Futbol Club, Jito Silvestre (aleshores també a la UE Figueres).
L'estiu de 2005 Serra va arribar a Girona quan l'equip estava a la Tercera Divisió. Serra es va anar consolidant fins a convertir-se en una peça essencial en el conjunt gironí.
Durant la temporada 2009-2010 milita al Llevant UE, jugant un total de 14 partits, 11 com a titular, i aconseguint l'ascens a la Primera Divisió.
La temporada següent retorna al Girona FC on només juga una sola campanya. La temporada 2012-2013 fitxa per la UE Olot aconseguint l'ascens a Segona Divisió B.